# 趙光祖
趙光祖（韓語：조광조，1482年8月10日—1519年12月20日），字孝直，號静庵，是16世紀朝鮮王朝思想家及政治家，改革家。他作为士林派首领在己卯士禍中被朝鮮中宗賜死，後來在仁宗登位後獲平反，諡號文正。金宏弼、柳崇祖的門人。

## 生平

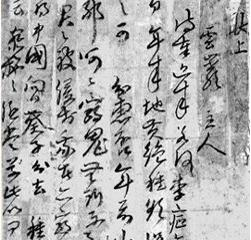
趙光祖的書簡

趙光祖出身於官僚家庭，父亲趙元纲是下級官吏。本貫漢陽趙氏，是开国功臣良節公趙溫（良節公溫）（1347-1417）的玄孫。十九歲時喪父，事母至孝，他的孝行令其在朝鮮國內一早揚名。他是金宏弼的弟子。
中宗五年(1510年)，趙光祖在科舉中考取了進士；1515年殿試文科（進士試）及第（状元），進入朝廷任官，官拜同副承旨。
趙光祖希望把儒學思想實踐在政治上。在1516年，趙光祖與大批士林派儒生請求中宗廢除主要供作進行道教活動的昭格署，獲接納。1518年，中宗批准開設由趙光祖等人提倡的賢良科考試。在這數年間，趙光祖受到中宗重用，官位升至“大司憲”，並積極在國內宣揚儒學。後來趙光祖認為中宗反正的功臣過份濫封，要求削去部份“靖國功臣”的封號，史稱“偽勳削除案”。中宗猶疑未決，在眾多士林派官員威脅辭官後，中宗終於答應。趙光祖在政治主張上過份強調道學思想，令中宗開始反感。
“偽勳削除案”激發勳舊派功臣聯手反擊趙光祖，中宗後宮熙嬪洪氏（勳舊派洪景舟之女）在王宫后山通过涂蜂蜜和虫子咬製造了上有“走肖為王”字樣的樹葉，再把它們呈上中宗，令中宗對趙光祖的信任開始動搖。中宗後來寫信給洪景舟，表示有意除去趙光祖。1519年農曆十一月十五，洪景舟等人取得中宗詔書後派人捉拿了趙光祖及一些士林派官員。在領議政鄭光弼等人求情下，趙光祖等八人暫時免死，被流放外地，然而趙光祖不久後在流放地被中宗以毒藥賜死。
此次士林派失勢及遭受重大打擊的事件，後世稱為“己卯士禍”。“偽勳削除案”一事就此作罷。
仁宗即位後，平反了趙光祖的罪名，恢復了賢良科。1570年官方頒布的《國朝儒先錄》把趙光祖列為“朝鲜四賢”之一。（朝鲜四賢：趙光祖、金宏弼、鄭汝昌、李彦迪）。
趙光祖的墓在位於京畿道中部、距離汉城以南約40公里的龍仁市水枝邑，鄰近韓國民俗村。

## 曾饰演赵光祖的艺人
- 《朝鮮王朝五百年》—《風蘭》：1984年MBC電視劇，柳仁村（朝鲜语：유인촌） 飾。
- 《趙光祖（朝鲜语：조광조 (드라마)）》：1996年KBS電視劇，劉東根 飾。
- 《林巨正》：1996年SBS電視劇，太玫榮 飾。
- 《女人天下》：2002年SBS電視劇，车光洙（朝鲜语：차광수） 飾。
- 《七日的王妃》：2017年KBS電視劇，姜其永  飾。

## 著作
- 《靜庵集》

## 外部連結
- 淡江大學公共行政學系論壇：人物列傳：趙光祖[永久]
- 趙光祖[永久]
- 趙光祖:Navercast